# High School Musical on Stage!
High School Musical on Stage! est une comédie musicale américaine produite par Walt Disney Theatrical et en tournée à partir du 1er août 2007.
Elle est adaptée du téléfilm de Walt Disney Television High School Musical. Le livret est de David Simpatico, les chansons de Matthew Gerrard, Robbie Nevil, Ray Cham, Greg Cham, Andrew Seeley, Randy Petersen, Kevin Quinn, Andy Dodd et Adam Watts, Bryan Louiselle, David N. Lawrence, Raye Greenberg et Jamie Houston. La musique a été adaptée, arrangée et produite par Bryan Louiselle.

## Argument

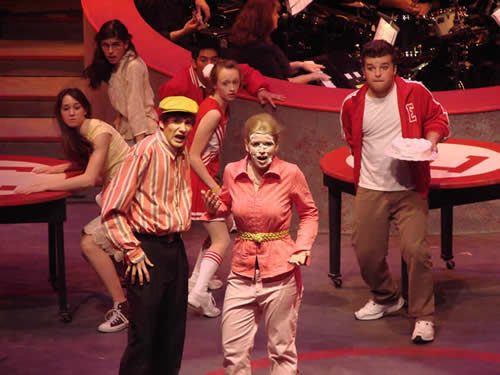
Finale de l'acte 1 de High School Musical. Sharpay (Bri Slama) reçoit un gâteau en pleine figure. Production de l'École d'arts dramatiques du Pacific Repertory Theatre.

### Acte I
À East High, un lycée situé à Albuquerque, au Nouveau-Mexique, Troy Bolton raconte à ses amis, Chad Danforth et Zeke Baylor, la rencontre qu'il a faite avec Gabriella Montez, le soir du réveillon du nouvel an, lors des vacances d'hiver dans une station de ski. Gabriella, qui vient d’emménager à Albuquerque, parle à Taylor McKessie et à Martha Cox de ses vacances, tout comme Troy avec ses amis. On fait également connaissance avec Sharpay et Ryan Evans, les deux étoiles du théâtre de l'école. Sharpay est égoïste, et Ryan suit ses ordres, mais essaie d'être ami avec tout le monde. Troy et Gabriella ont un flashback de leur soirée de réveillon, lorsqu'ils se sont rencontrés pour la première fois, et chantent Start of Something New. Une fois la chanson finie, on retourne à East High, où Chad, Troy, Gabriella, Taylor, Sharpay, Ryan et d'autres élèves chantent leur bonnes résolutions pour la nouvelle année. 
En classe, Mme Darbus donne le nom de sa comédie musicale de l'an prochain, Roméo et Juliette, une nouvelle version de l’œuvre de Shakespeare, écrite par Kelsi Nielsen, une étudiante timide d'East High. Lorsque Ryan, Sharpay, Troy et Gabriella commencent à utiliser leur téléphone portable, Mme Darbus leur donne à tous des heures de retenue. Chad essaie de convaincre Mme Darbus de libérer Troy car ils doivent s'entraîner en vue de la finale de championnat de basket-ball qui aura lieu prochainement. Mme Darbus lui donne alors une retenue de 30 minutes, ainsi qu'à Taylor car elle ironise sur le fait que Chad ne sait même pas compter. Devant le casier de Gabriella, Troy discute avec étonnement de l'heureuse surprise de retrouver Gabriella à East High. Sharpay apparaît et tente de séduire avec Troy, mais il ne lui montre aucun intérêt. Sharpay fait remarquer à Gabriella qu'il est intéressé par cette dernière, et qu'elle l'a dans sa ligne de mire.
Plus tard, les sportifs chantent Get'cha Head In The Game dans le gymnase du lycée. Pendant ce temps dans une classe de science, Gabriella montre son intelligence en signalant un défaut dans l'équation de l'enseignante. Taylor est impressionnée et demande, au nom de son Club scientifique, à Gabriella de se joindre à leur équipe afin de remporter la prochaine édition du décathlon scientifique, mais Gabriella refuse. Sharpay et Ryan vont enquêter sur Gabriella et ils découvrent qu'elle était très intelligente dans son ancienne école et transmettent alors les informations à Taylor en imprimant la page et en la mettant dans son casier. Plus tard, lorsque les étudiants sont en retenue avec Mme Darbus, Taylor dit à Gabriella qu'elle accepte de la voir dans leur équipe du décathlon scientifique en lui montrant les documents mais Gabriella rétorque qu'elle n'a rien envoyé. En réalité, Sharpay et Evans voulaient s'assurer que Gabriella ne risque pas de leur faire concurrence dans la comédie musicale du lycée. L'entraineur de l'équipe de basket intervient en demandant que Troy et Chad rejoignent immédiatement l'entrainement, ce qui entraine un conflit avec Mme Darbus. 
Le lendemain, pour l'audition de la pièce de théâtre, Sharpay et Ryan chantent What I've Been Looking For mais avec un ton très différent de la composition initiale de Kelsi. Après que les auditions aient été déclarées clos, Gabriella et Troy chantent tout de même la chanson cette fois comme Kelsi l'avait imaginée - beaucoup plus lent (What I've Been Looking For (Reprise)). Bien que Troy et Gabriella n'avaient pas l'intention de passer l'audition, ils sont appelés pour participer au second tour l'audition. Leurs amis apprenant la nouvelle et la diffuse via les téléphones portables (Cellular Fusion). Pendant ce temps, Sharpay est furieuse car elle estime qu'ils ont volé les rôles principaux et les « règles » de East High. À la découverte de cette vocation inattendue de Troy, certains décident de révéler leur passion cachée, ce qui provoque le chaos au cours du déjeuner dans la cafétéria (Stick to the Status Quo), et Sharpay se fait offrir des gâteaux par Zeke, passionné de pâtisserie, et qui l'aime secrètement.

### Acte II
Jason récapitule les événements avant que Troy et Gabriella danse sur le toit-jardin du lycée (I Can't Take My Eyes Off of You). Zeke vient au casier de Sharpay et tente de flirter avec elle. Pendant ce temps, les sportifs et les matheux complotent entre eux afin que Troy et Gabriella reviennent à leur centre d'intérêt et arrête avec le chant. Sharpay et Ryan pensent alors qu'ils tentent d'aider Troy et Gabriella à décrocher le premier rôle. Ainsi, Sharpay dit à Mme Darbus que le père de Troy tente de ruiner les auditions, parce qu'elle a donné à Troy une heure de retenue. Mme Darbus en parle au père Troy. Gabriella vient voir Troy alors que Martha arrive et l'emmène au laboratoire. Le père de Troy voit en Gabriella pense la raison pour laquelle Troy a été en retenu. 
Les sportifs et les matheux mettent en place leur plan, pour pousser Troy et Gabriella à se séparer. Finalement, Troy sous la pression dit à ses amis ce qu'ils veulent entendre et prétend qu'il n'aime pas Gabriella, ne sachant pas que Zeke a un téléphone dans la main, et que ce qu'il dit est transmis directement à Gabriella (Counting On You) par les matheux. Troy et Gabriella, qui ressentent de la solitude et de la colère, chantent (When There Was Me And You). 
Le lendemain, Sharpay et Ryan ont des répétitions pour le second tour des auditions alors que Sharpay parle de Ryan au sujet de son rôle dans l'école. Ensuite, Troy recherche Gabriella et Ryan lui dit qu'elle est dans le théâtre. Troy va au théâtre et dit à Gabriella a dit qu'ils ont été piégés et qu'il ne pense pas ce qu'il a dit. Il chante pour lui rappeler leur rencontre la veille du nouvel an (Start of Something New (Reprise)). La date de l'audition a été déplacée à la demande de Sharpay pour qu'elle ait lieu en même temps que le match et que le décathlon scientifique pour empêcher Troy et Gabriella d'y participer. Troy et Gabriella annoncent aux sportifs et aux matheux qu'ils ne vont rien dire, mais tout faire pour aider leurs équipes respectives pour que ces trois événements puissent se dérouler au mieux. Les équipes vont se donner un coup de main (We're All In This Together). 
Le jour du match, du décathlon et de l'audition, les étudiants sont enthousiastes et engagent des festivités. Sharpay et Ryan effectuent leur prestation de leur chanson (Bop to the Top), au cours de laquelle des ingénieurs et Taylor parviennent à ce qu'il y ait des dysfonctionnements électriques durant le match et le décathlon scientifique, ce qui oblige tous les élèves à aller au théâtre en même temps. Chad et Taylor explique à Troy et Gabriella que c'est leur seule chance. Mme Darbus, hésitent à permettre à Troy et Gabriella une audition en raison de leur retard, mais elle n'a pas d'autre choix que de les laisser chanter lorsque la salle d'audition se remplit d'étudiants (Breaking Free). Mme Darbus donne à Troy et Gabriella la possibilité de chanter alors que l'ensemble des étudiants les regardent. 
La fin de l'acte II nous amène à la salle de gym où tous les personnages principaux se retrouvent. Chad demande de sortir avec elle à Taylor, Sharpay devient gentil avec Zake, Jason et Kelsi tombent amoureux l'un de l'autre, et Sharpay se réconcilie avec Troy et Gabriella. Les Wildcats ont gagné le grand match et East High le décathlon scientifique. Troy et Gabriella ont décroché le premier rôle. Les étudiants célèbrent ces succès (We're All in This Together (Reprise)) et il y a un récapitulatif de toutes les grandes chansons du spectacle (Megamix).

## Chansons du spectacle
- Wildcat Cheer - Compagnie
- Start of Something New - Troy, Gabriella, Compagnie
- Get'cha Head in the Game - Troy, Jocks
- Get'cha Head in the Game (Playoff) - Troy, Jocks
- Auditions - Thespians
- What I've Been Looking For - Sharpay, Ryan
- What I've Been Looking For (Reprise) - Troy, Gabriella
- Cellular Fusion - Chad, Taylor, Compagnie
- Stick to the Status Quo - Compagnie
- I Can't Take My Eyes Off of You - Troy, Gabriella
- Wildcat Cheer (Reprise) - Cheerleaders
- Counting on You - Jocks, Brainiacs
- When There Was Me and You - Gabriella, Troy, Jocks, Brainiacs
- Start of Something New (Reprise) - Troy, Gabriella
- We're All in This Together - Chad, Taylor, Kelsi, Jocks, Brainiacs
- Bop to the Top - Sharpay, Ryan, Brainiacs, Jocks
- Breaking Free - Troy, Gabriella, Compagnie
- We're All in This Together (Reprise) - Compagnie
- High School Musical Megamix - Compagnie